# Paola Romana
Santa Paola Romana (Roma, 5 maggio 347 – Betlemme, 26 gennaio 404) era una nobile matrona romana di fede cristiana, discepola di san Girolamo, il grande Padre e Dottore della Chiesa. È una delle più famose madri del deserto e considerata la prima monaca della storia cristiana.
È venerata come santa dalla Chiesa cattolica che ne celebra la memoria il 26 gennaio.

## Biografia
Apparteneva a una ricca e nobile famiglia patrizia (suo nonno materno era Petronio Probino, console nel 341), imparentata con la gens Cornelia, e nacque sotto l'impero di Costantino II; all'età di quindici anni (362) sposò il senatore Giulio Tossozio, da cui ebbe quattro figlie e un figlio: Blesilla, Paolina, Giulia Eustochio, Rufina e Giulio Tossozio («iunior»). I resti della sua casa sono stati identificati in corrispondenza della chiesa di San Girolamo della Carità e dei suoi dintorni, nell’area tra via di Monserrato e piazza Santa Caterina della Rota.

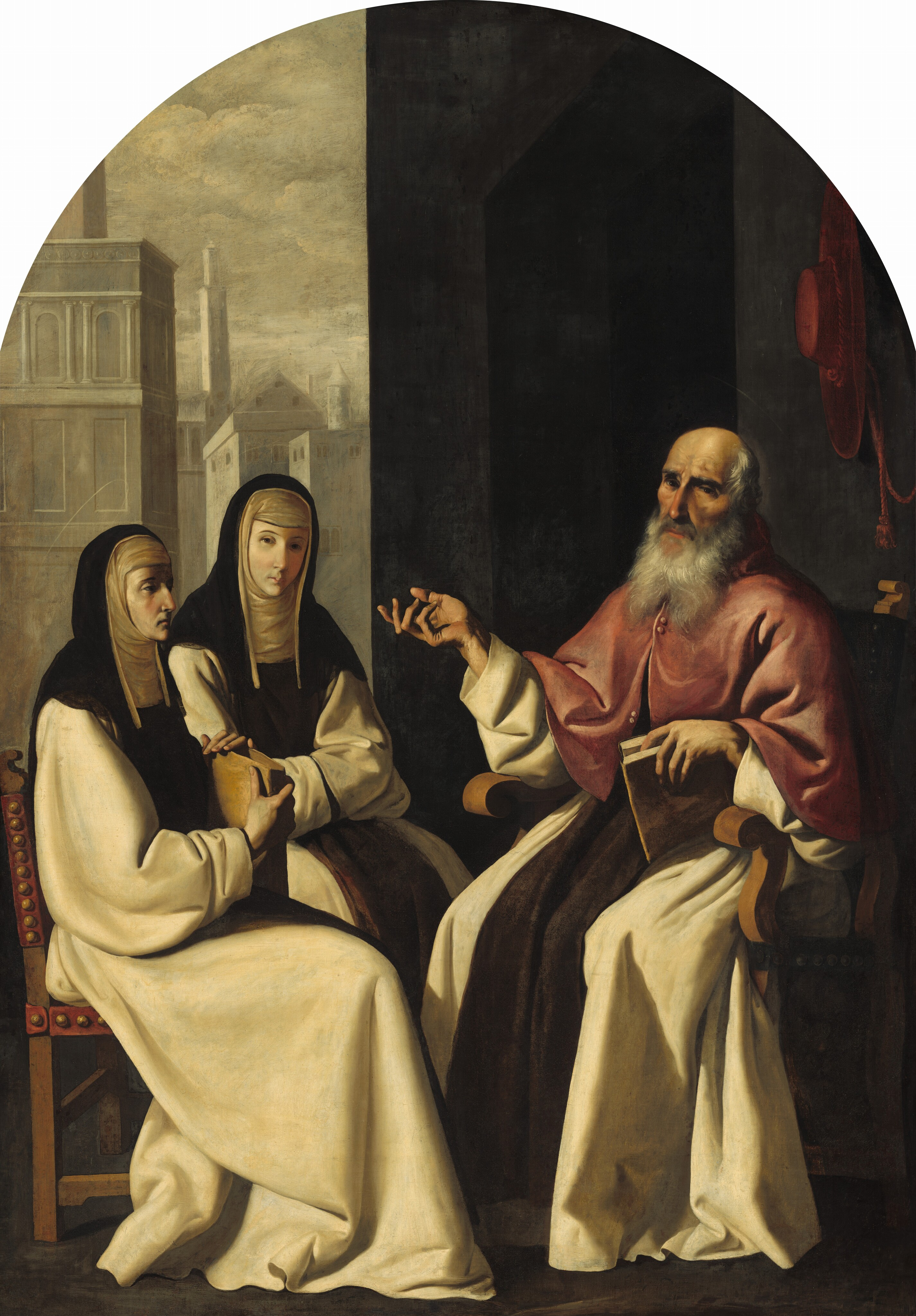
Francisco de Zurbarán, San Girolamo con le sante Paola ed Eustochio, Washington, National Gallery of Art

Nel 379, dopo la morte del marito, si consacrò alla preghiera e alla penitenza insieme a un gruppo di vedove riunitesi sotto la guida di Marcella di Roma in una casa sull'Aventino. Tale decisione fu a lungo criticata poiché una vita tanto austera era ritenuta inadeguata a una nobildonna romana. Paola dette ospitalità a Girolamo quando questi nel 382 giunse a Roma con i vescovi Epifanio di Salamina e Paolino di Antiochia, i quali suscitarono in Paola il desiderio di abbracciare la vita monastica in Oriente.

### I figli
La figlia Paolina andò in sposa al senatore Pammachio, della stirpe dei Camilli, visto come modello di patrizio cristiano.
Giulia Eustochio seguì fin da subito la madre nella sua vocazione e Girolamo le dedicò una lettera-trattato sulla verginità.
Blesilla sposò giovanissima Furio, anche lui della stirpe dei Camilli, ma rimase vedova dopo soli sette mesi di matrimonio; condusse quindi una vita nello sfarzo, incurante dei moniti della madre e di Girolamo su una condotta più austera e pia. Nel luglio del 384 si ammalò, Paola pregò affinché ricevesse una grazia dal Cielo e pochi mesi dopo parve guarita. Decise pertanto di unirsi al Cenacolo sull'Aventino e di cambiare vita. Nel novembre del 384 tuttavia si ammalò nuovamente e dopo poco morì. Paola ne fu molto scossa e Girolamo le dedicò una lettera di epitaffio.
Il figlio Tossozio, pagano dalla nascita, si convertì alla fede della madre (385) e sposò Leta, figlia del pontifex e senatore Publilio Ceionio Cecina Albino, da cui ebbe una figlia (anche lei chiamata Paola) che concluse la sua vita in Palestina e assistette Girolamo sul letto di morte.

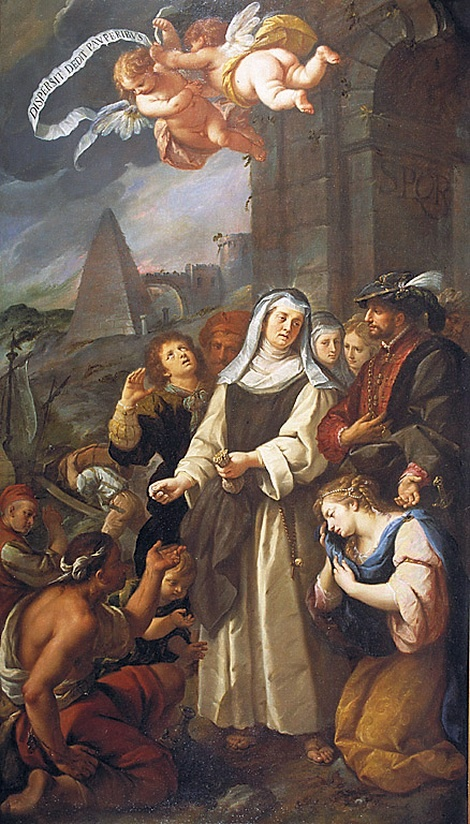
Giuseppe Nuvolone, L'elemosina di Santa Paola Romana (1684 circa)

### Il trasferimento in Oriente
Sotto la direzione di Girolamo, Paola si dedicò con Eustochio allo studio della Bibbia, arrivando a conoscere la lingua ebraica alla perfezione. Alla morte del vescovo Damaso (384), Girolamo decise di lasciare Roma alla volta dell'Oriente; nel settembre del 385 Paola ed Eustochio decisero di seguirlo e contestualmente Paola decise di distribuire equamente ai figli tutti i beni che lasciava a Roma.
Il viaggio richiese molte tappe tra cui l'Isola di Ponza e Cipro; dopo un soggiorno ad Antiochia, i tre visitarono i luoghi santi della Palestina e l'Egitto, dove ebbero modo di studiare la vita degli eremiti e delle comunità cenobitiche. Infine posero la loro residenza a Betlemme. Lì Paola fece costruire tre edifici: un monastero per Girolamo e compagni, un monastero per sé e le sue compagne e un ospizio per i pellegrini. A Betlemme inoltre ricevette la notizia della morte della figlia Rufina; poco dopo anche Paolina morì di parto.
Paola concluse la sua vita a Betlemme, in uno dei due monasteri che aveva fondato: cercò, senza successo, di convincere l'antica compagna, Marcella, ad unirsi con la sua comunità alla sua. Il fecondo rapporto intellettuale e spirituale con Girolamo perdurò fino alla morte, che la colse il 26 gennaio del 404, dopo una malattia durata due anni. I funerali furono solenni e Paola fu sepolta all'interno della Basilica della Natività di Betlemme in Terra santa. Girolamo le dedicò post mortem l'Epitaphium sanctae Paulae.